# Markklößchen

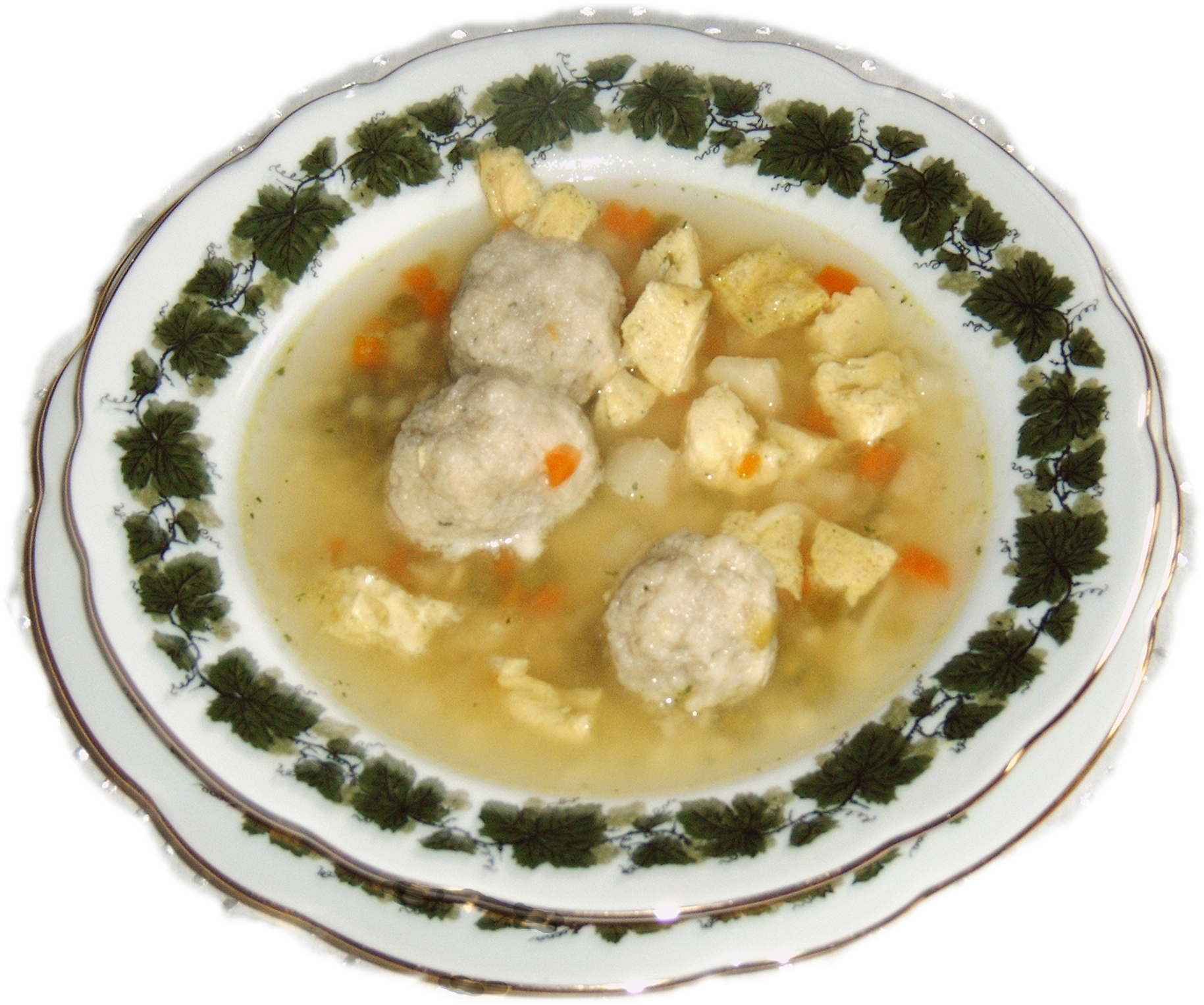
Markklößchensuppe

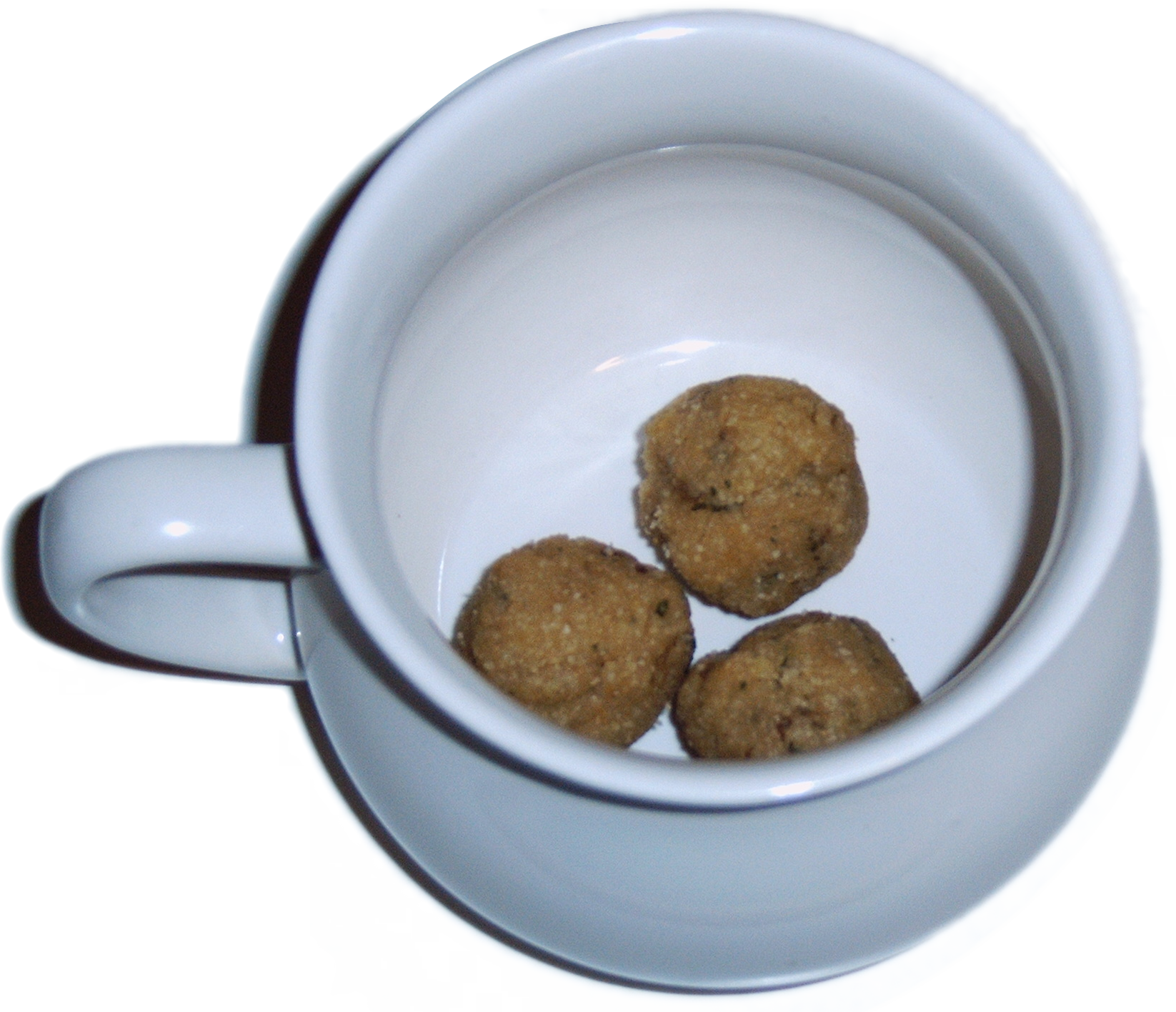
Rohe Markklößchen

Markklößchen (in Österreich Markknödel) sind kleine Klöße aus Weißbrot und Knochenmark vom Rind oder Kalb, die als Suppeneinlage serviert werden.
Für die Vorbereitung wird das Mark ggf. gewässert und anschließend fein zerkleinert. Diese Masse wird mit Eiern und Mehl, Semmelbrösel bzw. Weißbrot vermischt. Typische Gewürze sind Salz, Pfeffer, Piment und Muskat sowie gehackte Petersilie. Zur Zubereitung formt man kleine Klößchen oder sticht Nocken aus dem Teig. Danach werden die Markklößchen in Salzwasser oder Fleischbrühe gegart.
Eine weitere Suppeneinlage mit Mark sind Markschöberl.

## Varianten
Für die Zubereitung bekannter regionaler Varianten ändert man unter anderem:
- das Knochenmark wird mit einem Fleischwolf zerkleinert oder durch ein Passiersieb gestrichen
- anschließend wird es kurz ausgelassen
- statt Semmelbrösel verwendet man entrindetes Weißbrot, das in Milch eingeweicht wird
- der Teig wird aus Mark, Mehl, Semmelbröseln, Eiern und Brotstückchen zubereitet.